# Бозок (деревня)
Бо́зо́к (бел. Бозак, бел. Базок) — деревня в составе Липенского сельсовета Осиповичского района Могилёвской области Белоруссии.

## Географическое положение
Расположена в 32 км на северо-восток от Осиповичей и в 150 км от Могилёва, недалеко от автодороги Осиповичи — Свислочь Р72. На север и восток от деревни, которая граничит с лесом, расположена река Батча. Планировка — Г-образная, улица с обеих сторон застроена деревянными домами.

## История
В деревне, известной с XIX века, в 1884 году была открыта школа грамоты. По переписи 1897 года Бозок находился в Погорельской волости Игуменского уезда Минской губернии с 324 жителями, 53 дворами и церковью. Также упомянуты одноимённые близлежащий застенок (30 жителей и 4 двора), лесная сторожка и водяная мельница (5 жителей и 1 двор), а также корчма (7 жителей и один двор). В 1907 году в деревне уже насчитывалось 411 жителей и 55 дворов, в застенке же — 31 житель и 4 двора, в урочище — 15 жителей и 2 двора. В 1917 году Бозок насчитывал 459 жителей и 83 двора, околица — 24 жителя и 4 двора, лесная сторожка — 12 жителей и 2 двора. С февраля по ноябрь 1918 года Бозок был оккупирован германскими войсками, с августа 1919 по июль 1920 года — польскими. В 1922 году к деревне отошёл большой участок когда-то помещичьей земли. В 1932 году здесь действовала кузница, были созданы колхоз имени С. М. Будённого и промышленная артель «Победа».
Во время Великой Отечественной войны Бозок был оккупирован немецко-фашистскими войсками с конца июня 1941 года по 30 июня 1944 года. Действовала здесь подпольная антифашистская группа, рядом находилась партизанская застава. При отступлении 9 мая 1944 года оккупантами деревня была полностью сожжена, при этом было убито (расстреляно либо полностью сожжено) 496 жителей, в основном старики, женщины и дети, которые были похоронены в центре селения. На захоронении в 1980 году были установлены скульптурная группа и 22 плиты; на 19 из них нанесены имена жертв, на двух — надписи-посвящения, 22-я плита посвящена памяти погибших земляков. На фронте погибли 24 жителя. В 1986 году имелись клуб и магазин.
В школе, открытой в 1884 году, обучались 20 мальчиков и 4 девочки (1890); позже была переделана в церковно-приходскую, где к 1925 году обучалось 47 детей обоего пола, а к 1927 году было построено собственное здание.

## Население
- 1897 год — 324 человека, 53 двора[1]
- 1907 год — 411 человек, 55 дворов[1]
- 1917 год — 459 человек, 83 двора[1]
- 1926 год — 490 человек, 85 дворов[1]
- 1940 год — 521 человек, 103 двора[1]
- 1959 год — 229 человек[1]
- 1970 год — 180 человек[1]
- 1986 год — 73 человека, 37 хозяйств[1]
- 2002 год — 51 человек, 27 хозяйств[1]
- 2007 год — 29 человек, 18 хозяйств[1]

## Комментарии
1. ↑  Название и варианты ударения даны по: Назвы населеных пунктаў Рэспублікі Беларусь: Магілёўская вобласць: нарматыўны даведнік / І. А. Гапоненка і інш.; пад рэд. В. П. Лемцюговай. — Минск: Тэхналогія, 2007. — С. 65—66. — 406 с. — ISBN 978-985-458-159-0..